# مایلز چادویک
مایلز چادویک (انگلیسی: Miles Chadwick؛ 10 March 1880 – ۱۹۴۰ (۵۹−۶۰ سال)) بازیکن فوتبال بود.